# Équipe des Tonga masculine de volley-ball
Cet article traite de l'équipe masculine. Pour l'équipe féminine, voir Équipe des Tonga féminine de volley-ball.
L'équipe des Tonga de volley-ball est composée des meilleurs joueurs tongiens sélectionnés par la Fédération tongienne de Volleyball (Tonga National Volleyball Association, TNVA). Elle est actuellement classée au 98e rang de la FIVB au 15 janvier 2010.

## Sélection actuelle
Sélection  pour les qualifications au championnat du monde 2010.

Entraîneur :  Siokapesi Tupou Tanginoa ; entraîneur-adjoint :  Siupeli Tamale

## Palmarès et parcours

### Palmarès
Néant.